# Breitenbachtal bei Michelsrombach
Das Naturschutzgebiet Breitenbachtal bei Michelsrombach liegt im Landkreis Fulda in Hessen.
Das etwa 593,5 ha große Gebiet, das im Jahr 1990 unter der Kennung 1631022 unter Naturschutz gestellt wurde, erstreckt sich südöstlich von Fraurombach, einem Stadtteil von Schlitz. 
Am östlichen Rand des Gebietes und durch das Gebiet hindurch verläuft die Landesstraße L 3378, am südöstlichen Rand die A 7 und nordöstlich des Gebietes die L 3176. Westlich des Gebietes fließt die Fulda.